# Rodnykivka (okres Mukačevo)
Rodnykivka, česky dříve Izvor (ukrajinsky Родниківка, rusínsky Родниковка, maďarsky Beregforrás, do roku 1904 Izvor), je obec ve vesnické komunitě Poljana v Mukačevském okrese Zakarpatské oblasti Ukrajiny. V roce 2025 zde žilo 857 obyvatel; v celé obci pak 1323 obyvatel.
Osadou obce Rodnykivka je Rodnykova Huta (ukrajinsky Родникова Гута), ve které v roce 2025 žilo 466 obyvatel.

## Historie
První písemné zmínky o obci pocházejí z přelomu 16. a 17. století. Původní název Izvor byl odvozen od názvu místního potoka. Maďarský název Beregforrás (platný od roku 1904) byl odvozen od příslušnosti k Berežské župě. Za první československé republiky bylo (podle sčítání lidu z roku 1930) v obci Izvor (Beregforrás) evidováno 632 obyvatel, z toho: 592 Rusínů, 15 Židů, 8 Němců a 17 cizinců.

## Osobnosti
- Petr Lizanec (*1830), doktor filologie, profesor, maďarsko-ukrajinský lingvista a lexikograf